# Винокур Григорій Осипович
Григо́рій О́сипович Виноку́р (5 (17) листопада 1896, Варшава — †17 травня 1947, Москва) — російський лінгвіст і літературознавець. Праці про російську літературу, історію російської мови, поезієзнавство, теорію словотворення.

## Біографія
Закінчив Московський університет (1922), член і голова (1922—1924) заснованого Р. О. Якобсоном Московського лінгвістичного гуртка. Працював в ГАХН, викладав в МГПІ (з 1930), МДУ (з 1942) і інших вузах.

## Наукова діяльність
У центрі наукових інтересів — стилістика російської мови і особливо поетична стилістика. Займався творчістю Пушкіна, Хлєбникова і ін. Брав участь в укладанні тлумачного словника російської мови під редакцією Д. М. Ушакова; ініціатор роботи із створення Словника мови Пушкіна.
Серед лінгвістичних робіт — нарис історії російської мови і декілька статей по загальномовознавчій проблематиці, в яких, зокрема відстоював необхідність історичного підходу до мови («Про завдання історії мови», 1941). Найбільш відома його робота по словотвору («Нотатки щодо російському словотвору», 1946) і викликана нею полеміка з О. І. Смирницьким з приводу аналізу слів з унікальними основами, які Винокур, на відміну від Смирницького, пропонував вважати непохідними (так зв. «спор о буженине»).
Користувався популярністю як педагог; у 1990-ті рр. учні Винокура перевидали майже всі його значні праці.

## Видання
- Культура языка. М., 1929.
- Русский язык: исторический очерк. М., 1945.
- Избранные работы по русскому языку. М., 1959. [недоступне посилання з червня 2019]
- Филологические исследования. М., 1990.
- О языке художественной литературы. М., 1991.
- Биография и культура. М., 1997.
- Собрание трудов. М., 2000.